# Alfred Dang
Alfred Otto Helmuth Dang (* 5. Januar 1893 in Kaiserslautern; † 10. November 1956 in Buenos Aires) war ein deutsch-argentinischer Journalist und Pädagoge, der 1934 nach Argentinien emigrierte.

## Leben
Der Katholik Alfred Dang, der noch fünf weitere Geschwister hatte, nahm als Offizier am Ersten Weltkrieg teil und wurde mit dem Eisernen Kreuz ausgezeichnet. Nach Kriegsende studierte er von 1918 bis 1921 an der Universität in Gießen Germanistik, Geschichte und Philosophie. 1919 trat er in die SPD ein und arbeitete ab 1921 als Redakteur für die Volksstimme (Frankfurt am Main), den Vorwärts, die Danziger Volksstimme und die Frankfurter Zeitung.
1920 heiratete Alfred Dang die jüdische Sekretärin Lilli Guckenheimer (1898–1975). Der Ehe entstammt die 1921 geborene Tochter Ilse Ruth.
1924 wurde Dang promoviert. Außer als Redakteur betätigte er sich auch als Dozent in der Arbeiterbildung und gründete in den 1920er Jahren einen ständigen Beobachtungsdienst über die Aktivitäten der NSDAP in Hessen.
Dang war von 1929 bis 1930 Leiter des Reichsbanners Schwarz-Rot-Gold in Elberfeld und anschließend von 1930 bis 1934 Korrespondent für den Sozialdemokratischen Pressedienst und den Vorwärts in Genf. Er berichtete über die Arbeit des Völkerbundes und der Internationalen Arbeitsorganisation (IAO). Zur IAO-Konferenz 1933, bei der Deutschland noch durch Wilhelm Leuschner vertreten wurde, veröffentlichte Dang im März 1933 NSDAP-interne Richtlinien zur Gewerkschaftspolitik. Die Konferenz selber, auf der erstmals der Leiter der nationalsozialistischen Deutschen Arbeitsfront (DAF), Robert Ley, international in Erscheinung trat, endete für die Nationalsozialisten mit einer Blamage.
Alfred Dang, der in Genf auch ein Hilfskomitee für politische Flüchtlinge leitete und für Exil- und Auslandspresseorgane arbeitete, darunter auch für das Argentinische Tageblatt, erhielt im März 1934 eine Einladung von dessen Besitzer und Herausgeber, Dr. Ernesto F. Alemann. Dieser bot Dang an, Lehrer und Direktor der von Alemann mitgegründeten Pestalozzi-Schule Buenos Aires zu werden.
Dang nahm die Einladung an und übersiedelte mit seiner Familie nach Argentinien. Allerdings gab es dort auch eine starke Kolonie „Reichsdeutscher“, die sich dem Naziregime in Deutschland verbunden fühlte, und eine deutsche Auslandsvertretung, die fest zu dem nationalsozialistischen Herrschaftsapparat stand.

“Because of his antifacist work in Germany and Switzerland, Dang was already non grata to the Nazis when he arrived in Buenos Aires in April 1934. The following month, local storm troopers attemted to smash up a Schulverein meeting; on several occasions they threatened Dange’s life. The German embassy entreated Nazi agents in Switzerland to find proof (manufactured if necessary) of Dang’s misdeeds (sexual if possible). Failing there, Ambassador Thermann recommended to Berlin that the school be declared an ‚ideological school‘ (Kampfschule) and that Dang be stripped of German citizenship. This was done in November 1934; Dang was one of the first two Germans in South America so distinguished.”

Mit der am 3. November 1934 erfolgten Ausbürgerung aus dem Deutschen Reich wurde Dang auch sein Doktortitel aberkannt. 1936 erhielt er die argentinische Staatsbürgerschaft.
Wie viele seiner Kollegen an der Schule, unter anderem August Siemsen, Heinrich Grönewald oder Walter Damus, beteiligte sich auch Dang an der antifaschistischen Arbeit in Argentinien und Südamerika insgesamt und arbeitete beim Das Andere Deutschland mit, dessen Ehrenmitglied er später wurde. „Alfred Dang took a prominent part in the second congress of the newly founded Committee of Struggle Against Racism and Anti-Semitism, held in April 1938 at the Swiss House in Buenos Aires.“ Wie seine zuvor genannten Kollegen war Dang auch Mitglied im Verband deutscher Lehreremigranten.
Auch publizistisch blieb er weiterhin aktiv und schrieb für das „Argentinische Tagesblatt“, La Prensa (Buenos Aires) und La Nación. 1943 beteiligte er sich an dem von Das Andere Deutschland organisierten Kongress deutscher Antifaschisten in Montevideo.
Als erster und langjähriger Direktor der Pestalozzischule blieb Alfred Dang von 1934 bis 1948 Schulleiter und war es noch einmal von 1956 an. 1946 hielt er sich vorübergehend in Deutschland auf, 1949 wurde er PEN-Mitglied.
Alfred Dang starb am 10. November 1957 in Buenos Aires.